# ميخائيل بيج
ميخائيل بيج (26 مارس 1996 في المملكة المتحدة - )  (بالإنجليزية: Michael Page)‏ هو لاعب كريكت بريطاني. لعب مع نادي مقاطعة ديربيشاير للكريكت ‏.